# Stangalands kommun
Stangalands kommun (norska: Stangaland kommune) var en kommun i Rogaland fylke i sydvästra Norge. Kommunen omfattade ett område i den mellersta delen av nuvarande Karmøy kommun. Orten Stangaland utgjorde kommunens centralort.

## Administrativ historik
Koperviks landskommun (norska: Kopervik herredskommune) upprättades den 1 januari 1909 genom utbrytning ur Avaldsnes kommun. Kommunen hade 1 001 invånare vid upprättandet.
1917 bytte kommunen namn från Kopervik till Stangaland, detta för att bättre skilja kommunen från den angränsande stadskommunen Kopervik.
Den 1 januari 1965 gick Stangalands kommun, tillsammans med kommunerna Kopervik, Skudenes, Skudeneshamn och Åkra, samt delar av kommunerna Avaldsnes och Torvastad, upp i den då nybildade Karmøy kommun. Kommunens hade då 2 678 invånare.